# الجبل الأسود في الألعاب الأولمبية
الجبل الأسود في الألعاب الأولمبية الألعاب الأولمبية هي من أهم الأحداث الرياضية في الجبل الأسود ، تقوم اللجنة الأولمبية المونتينيغرية بالإشراف في شؤون مشاركة الجبل الأسود في الألعاب الأولمبية، شاركت الجبل الأسود أول مرة في الألعاب الأولمبية في دورة 2008 في بكين في الصين بعد أن إنفصلت من صربيا، فازت الجبل الأسود حتى الآن في مشوارها في الألعاب الأولمبية الصيفية بميدالية فضية واحدة كانت عن طريق منتخب الجبل الأسود لكرة اليد للنساء في دورة 2012 في لندن.
في الألعاب الأولمبية الشتوية شاركت الجبل الأسود أول مرة في دورة 2010 في فانكوفر في كندا ولم تفز حتى الآن بأي ميدالية في الألعاب الشتوية.